# MACHO
Masywne zwarte obiekty halo (ang. Massive astrophysical compact halo object, MACHO) – ogólne określenie klasy ciał niebieskich, które mogą stanowić część ciemnej materii w galaktycznych halo. MACHO oznacza dowolne skupisko barionowej materii, emitujące niewiele promieniowania i nieznajdujące się na orbicie żadnej gwiazdy. Obiektami takimi mogą być m.in. czarne dziury, gwiazdy neutronowe, brązowe karły i słabo świecące czerwone karły. Są one bardzo trudne do wykrycia przy pomocy współczesnych metod obserwacyjnych.

## Wykrywanie
MACHO mogą być wykrywane, kiedy przechodzą blisko tarczy jakiejś gwiazdy, tak że ich grawitacja zakrzywia docierające do Ziemi światło. Gwiazda taka przez krótki czas wydaje się jaśniejsza dzięki mikrosoczewkowaniu grawitacyjnemu.
Obserwacje mające wykrywać takie zjawiska (m.in. przez projekt OGLE) wykluczyły, aby obiekty takie były liczniejsze od obserwowanych gwiazd. Istotny wkład w masę ciemnej materii mogą więc mieć jedynie bardzo masywne obiekty halo (czarne dziury). Nie mogą one stanowić jednak większości ciemnej materii, gdyż modele kosmologiczne sugerują, że jest ona rozłożona bardziej równomiernie w przestrzeni.
Obserwacje NICMOS, prowadzone przy pomocy Kosmicznego Teleskopu Hubble’a, pokazały, że brązowe karły stanowią zaledwie około 6% masy wszystkich gwiazd.

## Modele teoretyczne
Modelowanie pierwotnej nukleosyntezy pokazuje, że powstanie dużej liczby MACHO wymagałoby innych proporcji pierwiastków wytworzonych zaraz po Wielkim Wybuchu. Dlatego obecnie zakłada się, że liczba MACHO nie przekracza liczby obserwowanych gwiazd i nie wyjaśniają one istnienia ciemnej materii.